# Rock in a Hard Place
Rock in a Hard Place ist das siebte Studioalbum der US-amerikanischen Hard-Rock-Band Aerosmith. Es erschien im August 1982 bei Columbia Records.

## Entstehung
Das Album wurde in zwei Studios in Miami und in New York City eingespielt. Die durch den Ausstieg von Joe Perry im Sommer 1979 geschwächte Band arbeitete wieder mit Produzent Jack Douglas zusammen, der beim Vorgängeralbum Night in the Ruts durch Gary Lyons ersetzt worden war. Statt Perry spielte die Gitarren nun Jimmy Crespo ein – der mit Steven Tyler auch die meisten Songs schrieb –, der zweite Gitarrist Rick Dufay wurde zwar genannt, spielte jedoch nicht auf dem Album. Er ersetzte jedoch in der Band Gitarrist Brad Whitford, der die Band 1981 verlassen hatte, nachdem er noch die Single Lightning Strikes mit eingespielt hatte. Die Produktionskosten des Albums waren mit 1,5 Millionen Dollar vergleichsweise hoch.

## Titelliste
| Nr. | Titel               | Autor(en)                   | Länge |
| --- | ------------------- | --------------------------- | ----- |
| 1.  | Jailbait            | Steven Tyler, Jimmy Crespo  | 4:38  |
| 2.  | Lightning Strikes   | Tyler, Crespo, Richard Supa | 4:26  |
| 3.  | Bitch’s Brew        | Tyler, Crespo               | 4:14  |
| 4.  | Bolivian Ragamuffin | Tyler, Crespo               | 3:32  |
| 5.  | Cry Me a River      | Arthur Hamilton             | 4:06  |

| Nr. | Titel                               | Autor(en)                   | Länge |
| --- | ----------------------------------- | --------------------------- | ----- |
| 1.  | Prelude to Joanie                   | Tyler                       | 1:21  |
| 2.  | Joanie’s Butterfly                  | Tyler, Crespo, Jack Douglas | 5:35  |
| 3.  | Rock in a Hard Place (Cheshire Cat) | Tyler, Crespo, Douglas      | 4:46  |
| 4.  | Jig Is Up                           | Tyler, Crespo               | 3:10  |
| 5.  | Push Comes to Shove                 | Tyler                       | 4:28  |

## Rezeption

### Charts und Chartplatzierungen
| ChartsChartplatzierungen       | Höchstplatzierung | Wochen |
| ------------------------------ | ----------------- | ------ |
| Vereinigte Staaten (Billboard) | 32 (19 Wo.)       | 19     |

### Auszeichnungen für Musikverkäufe
| Land/Region               | Auszeichnungen für Musikverkäufe (Land/Region, Auszeichnung, Verkäufe) | Verkäufe |
| ------------------------- | ---------------------------------------------------------------------- | -------- |
| Vereinigte Staaten (RIAA) | Gold                                                                   | 500.000  |
| Insgesamt                 | 1× Gold ·                                                              | 500.000  |

Hauptartikel: Aerosmith/Auszeichnungen für Musikverkäufe